# Släp (kläder)

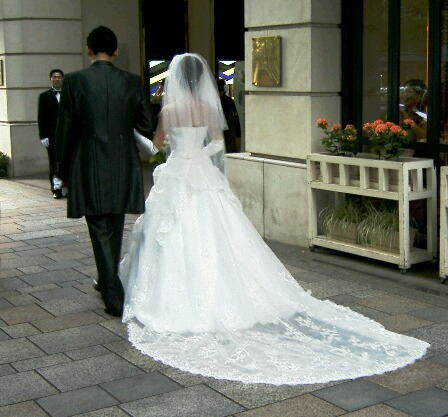
Brudklänning med släp.

Ett släp är en förlängning av fållen baktill på aftonklänningar, brudklänningar och mantlar.
Släp kom på modet på 1850-talet. Aftonklänningen hade även en liten bandögla i änden så att man kunde hålla upp släpet (exempelvis när man dansade vals). Återkom på aftonplagg under 1930-talet och de följande decennierna.
Släp används nästan enbart av kungligheter och till brudklänning, eftersom det tar upp stor yta.